# Конрад Якоб Темінк
Ко́нрад Я́коб Те́мінк (нід. Coenraad Jacob Temminck, нар. 31 березня 1778, Амстердам — пом. 30 січня 1858, Ліссе) — голландський зоолог, перший директор Лейденського національного музею натуральної історії (1820—1858).

## Біографія
Конрад Якоб Темінк народився 31 березня 1778 року у Амстердамі.
Книга Темінка Manuel d'ornithologie, ou Tableau systématique des oiseaux qui se trouvent en Europe (1815) була основною працею про птахів Європи протягом багатьох років. Він також був автором Histoire naturelle générale des Pigeons et des Gallinacées (1813—1817) та Nouveau Recueil de Planches coloriées d'Oiseaux (1820—1839).
Темінк був першим директором Національний музей природознавства у Лейдені з 1820 і до його смерті у 1858 році. У 1824 він був обраний членом Американського філософського товариства. У 1831 став іноземним членом Шведської королівської академії наук, у 1836 членом Королівського інституту (згодом Нідерландська королівська академія наук.
Темінк помер 30 січня 1858 року у віці 79 років у Лейдені, Нідерланди.

## Види, названі на честь вченого
- Aethopyga temminckii
- Calidris temminckii
- Cirrhilabrus temminckii
- Coracias temminckii
- Cursorius temminckii
- Helostoma temminkii
- Manis temminckii
- Tragopan temminckii
- Macrochelys temminckii

## Наукові праці
- Las Posesiones holandesas en el Archipiélago de la India. Manila 1855.
- Esquisses zoologiques sur la côte de Guiné … le partie, les mammifères. Brill, Leiden 1853.
- Coup-d'oeil général sur les possessions néerlandaises dans l'Inde archipélagique. Arnz, Leiden 1846-49.
- Nouveau recueil de planches coloriées d'oiseaux. Levrault, Paris 1838.
- Monographies de mammalogie. Dufour & d'Ocagne, Paris, Leiden 1827-41.
- Atlas des oiseaux d'Europe, pour servir de complément au Manuel d'ornithologie de M. Temminck. Belin, Paris 1826-42.
- Nouveau recueil de planches coloriées d'oiseaux, pour servir de suite et de complément aux planches enluminées de Buffon. Dufour & d'Ocagne, Paris 1821.
- Observations sur la classification méthodique des oiseaux et remarques sur l'analyse d'une nouvelle ornithologie élémentaire. Dufour, Amsterdam, Paris 1817.
- Manuel d'ornithologie  ou  Tableau systématique des oiseaux qui se trouvent en Europe. Sepps & Dufour, Amsterdam, Paris 1815-40.
- Histoire naturelle générale des pigeons et des gallinacés. Sepps, Amsterdam 1808-15.